# Asplenium cordatum
Asplenium cordatum är en svartbräkenväxtart som först beskrevs av Thunb., och fick sitt nu gällande namn av Olof Peter Swartz. Asplenium cordatum ingår i släktet Asplenium och familjen Aspleniaceae. Inga underarter finns listade.